# 美司钠
美司钠（INN：mesna）又名巯乙磺酸钠，是一种有机硫化合物，系统使用作为泌尿系统保护剂，局部应用则作黏痰溶解剂。作为泌尿系统保护剂，可预防或降低环磷酰胺或异环磷酰胺化疗所引起的出血性膀胱炎风险。
美司钠由百特国际以 Uromitexan 和 Mesnex 作为商品名销售。通用名 mesna 是由表示巯基的m，表示乙基的e，表示磺酸基的s，和表示钠的na组成的。給藥途徑有口服或是靜脈注射。
使用後常見的副作用有頭痛、嘔吐、嗜睡、食慾不振、咳嗽、皮疹和關節痛。可能出現的嚴重副作用有過敏反應。個體於懷孕期間使用對於胎兒似乎安全，但在這方面尚未有充分的研究。美司鈉是一種有機硫化合物。其作用是改變使用者尿液中環磷醯胺和異環磷醯胺的分解產物，使其毒性降低。
美司鈉於1988年取得美國核准用於醫療用途。它已列入世界衛生組織基本藥物標準清單中。

## 醫療用途

### 化療佐劑
美司钠在临床上用于降低环磷酰胺和异环磷酰胺化疗引起病人出现血尿及出血性膀胱炎的可能性。环磷酰胺和异环磷酰胺在膀胱中会被转化成丙烯醛，而后者会与膀胱上皮细胞的半胱氨酸残基的巯基结合产生膀胱毒性，能够引起出血性膀胱炎，甚至膀胱癌。美司钠的巯基部分能够与丙烯醛的碳碳双键反应，生成无毒无反应活性的硫醚复合物并排泄出人体，从而在不影响疗效的情况下起到了泌尿系统保护剂的作用。同时它还有抗氧化剂的作用，而这进一步保护了泌尿系统，使其免受化疗药物代谢产物的伤害。
美司鈉藉由其硫醇與含有α,β-不飽和羰基的化合物（如丙烯醛）反應，將這些代謝產物的毒性降解。這種反應稱為麥可加成反應。美司鈉還能增加由尿液將半胱胺酸排出人體。

### 其他用途
美司钠在北美洲以外地區还被用作黏液活性藥（祛痰药），用于慢性支气管炎、阻塞性肺炎等疾病引起的咳痰困难。它的作用机理和乙酰半胱氨酸相同。此用途的美司钠商品名为 Mistabron 和 Mistabronco。

## 給藥方式
美司鈉可經靜脈注射或口服方式給藥。靜脈注射的美司鈉會與靜脈注射的異環磷醯胺一同給予，而口服美司鈉則會與口服環磷醯胺一同給予。口服給藥因有生物利用度較低的問題，劑量必須是靜脈注射美司鈉劑量的兩倍。口服製劑能讓患者更快出院，而不必為靜脈輸注美司鈉而需在院內逗留四到五天。

## 特定群體

### 年長患者
目前為止所進行的研究，並未顯示美司鈉注射劑在老年患者中會存在限制其效用的問題。但此類患者較可能出現與年齡相關的肝臟、腎臟及心臟問題，而須在使用時，謹慎進行並調整劑量。

### 哺乳期
研究顯示此藥物可能會改變乳汁的產量或成分。如果沒替代藥物，應該監測嬰兒是否有副作用和足夠的乳汁攝入量。

## 禁忌症
美司鈉預防性治療禁用于對硫醇化合物過敏的患者，以及之前曾對美司鈉給藥產生不良反應的患者。此外，美司鈉預防性治療也禁用于對苯甲醇（美司鈉中使用的賦形劑）過敏或曾有不良反應的患者。

## 作用機制
美司鈉能降低化療藥物給藥後，可能形成對泌尿道有毒性的化合物。美司鈉是一種具有抗氧化特性的水溶性化合物，與化療藥物環磷醯胺或異環磷醯胺同時給予。美司鈉會集中在膀胱，而丙烯醛等泌尿毒性代謝產物也會積聚於此，美司鈉透過麥可加成反應與丙烯醛及其他泌尿毒性代謝產物形成結合物。這種結合反應會將泌尿毒性化合物轉化為無害的代謝產物。代謝產物隨後經尿液排出人體。

## 名稱
美司鈉由百特國際公司以Uromitexan和Mesnex的品牌名稱銷售。該物質的名稱是2-mercaptoethane sulfonate Na（2-巰基乙磺酸鈉）的縮寫（其中Na為鈉的化學符號）。

## 外部連結
- BC Cancer Agency
- NIH/MedlinePlus patient information
- 醫學主題詞表（MeSH）：Mesna

Template:Cough and cold preparations